# Scytodes caffra
Scytodes caffra là một loài nhện trong họ Scytodidae.
Loài này thuộc chi Scytodes. Scytodes caffra được William Frederick Purcell miêu tả năm 1904.